# Хубияровка
Хубияровка — исчезнувший хутор в Ипатовском районе Ставропольского края.
Основан как немецкая колония Блюменталь (нем. Blumental; также Блюменфельд, нем. Blumenfeld) в Ставропольском уезде Ставропольской губернии.

## Этимология названия
В источниках приводятся два варианта немецкого названия этого населённого пункта:
- Блюменталь[1][2][3] (от нем. blumen (цветы) и tal (долина) — цветочная долина[4]),
- Блюменфельд[2][3][5] (от нем. blumen (цветы) и feld (поле) — цветочное поле[4]).

В статье З. Е. Фоминой «Образ немца в топонимах немецких поселений в России» (2015) отмечается, что пространственные понятия tal, feld, а также dorf — деревня, reich — империя, царство лежат в основе большинства наименований поселений, созданных российскими немцами:

Приоритетность выбора именно данных понятий (с относительно локальной пространственной семантикой) для наименования немецких поселений обусловлена … природно-географическими факторами, то есть особенностями природной (ландшафтной) инфраструктуры самих бывших немецких княжеств, большинство из которых располагалось в долинах, в окружении полей и представляло собой небольшие царства. Эта же традиция наречения была перенесена и на территорию России, где впервые основывались немецкие поселения— Фомина З. Е. «Образ немца в топонимах немецких поселений в России»
В значении лексемы blumen, по мнению Фоминой, реализуется «мелиоративная (позитивная) семантика», а само это понятие может служить отражением «фитонимических реалий».
Происхождение русского названия Хубияровка связано с бывшим землевладельцем по фамилии Хубияров:24. Аналогичным образом названы и некоторые другие немецкие поселения, возникшие, как и колония Блюменталь, на реке Большая Кугульта во второй половине XIX века: Золотарёвка — в честь генерал-майора Золотарёва, на землях которого в 1880-х годах поселились колонисты из Херсонской губернии; Мартыновка — в честь статского советника Мартынова, в конце 1860-х годов продавшего свой земельный участок выходцам из Аккерманского уезда Бессарабской области.
Другие варианты наименования: Хубияровская, Хубиаровка:3, Хубияровка (Бетель):268, Кубияровка.

## География
Хутор находился у реки Большая Кугульта, приблизительно в 80 км к северо-востоку от города Ставрополя. Ближайшими к нему населёнными пунктами были село Золотарёвка (бывшая колония Фридрихсфельд) и ныне несуществующий хутор Иващенский (бывшая колония Бетель):20—21.
Впоследствии Хубияровка (Кубияровка), по-видимому, слилась с Золотарёвкой, в которой в настоящее время есть 2 параллельные улицы с названиями Верхняя Кубияровка и Нижняя Кубияровка.

## История
После окончания Русско-турецкой войны 1768—1774 годов в числе мер российского правительства, направленных на ускорение процесса колонизации пустующих земель Северного Кавказа (в том числе земель нынешнего Ставрополья), было заселение их иностранными колонистами, в особенности выходцами из Германии, Великобритании и ряда других стран.
14 (25) июля 1785 года императрицей Екатериной II был подписан манифест «О дозволении иностранцам селиться по городам и селениям Кавказской губернии и отправлять беспрепятственно торги, ремёсла и промыслы свои». В соответствии с этим документом колонистам, пожелавшим «основать своё жительство» в «стране Кавказской», гарантировалась надлежащая защита и получение денежных пособий для развития хозяйства, возможность широкой деятельности в области торговли и ремёсел, свобода вероисповедания, а также освобождение сроком на 6 лет от всех государственных податей.
Появление первых немецких переселенцев на Ставрополье относится ко 2-й половине XVIII века, а в XIX веке в регионе начали возникать самостоятельные поселения российских немцев.

### XIX век

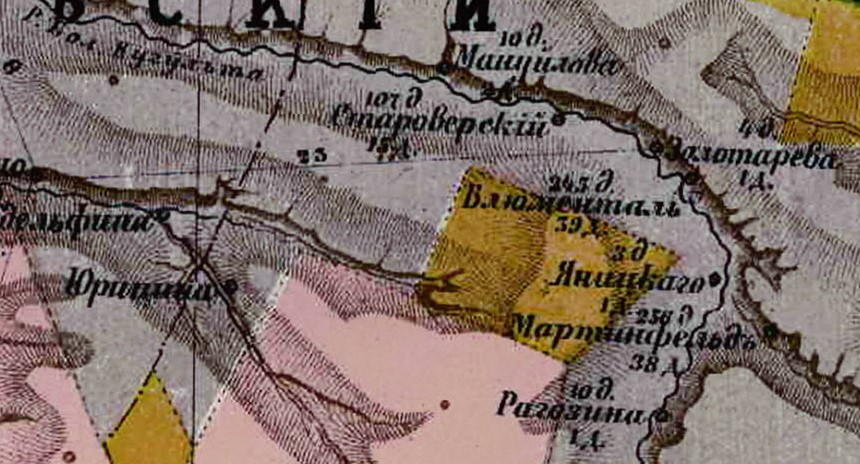
Немецкие колонии Блюменталь и Мартинфельд на карте Ставропольской губернии 1874 года (число дворов в населённых пунктах указано с приставкой Д, число душ — с приставкой ∂)

Самое раннее упоминание о колонии Блюменталь содержится в «Списке населённых мест по сведениям 1873 года», составленном учёным-краеведом И. В. Бентковским. Согласно данному источнику Блюменталь административно относилась к Пелагиадской волости Ставропольского уезда и включала 39 дворов, где проживало 245 немцев-лютеран:10. На статистической карте губернии 1874 года, также составленной Бентковским, эта колония обозначена рядом с посёлком помещика Золотарёва.
В 1884 году земельный участок Золотарёва приобрели немцы, основавшие здесь колонию Фридрихсфельд (Золотарёвка). Новое поселение впоследствии стало административным центром Золотарёвской волости, в состав которой, кроме самой Золотарёвки, вошли немецкие колонии Блюменталь, Бетель (Иващенский) и русское село Софиевка (Софиенталь).
В списке колоний, посёлков и отдельных хуторов немецких колонистов, находившихся в Ставропольской губернии (по данным переписи 1916—1917 годов), имеются сведения о покупке земли для устройства колонии Блюменталь (в источнике она значится как «колония Хубияровская») «[немецким] товариществом у помещика Хубиарова 10 февраля 1896 года при содействии Донского земельного банка, где земля была заложена Хубиаровым за 58000 руб». Из других источников известно, что этот участок, включавший 1500 десятин удобной и 209 десятин неудобной земли, нахичеванский мещанин Василий Егорович Хубияров приобрёл 30 октября 1873 года у полковника Иващенко:24, прежде сдававшего свой надел в аренду «временно-оседлым» немцам, которые в начале 1870-х годов создали колонию из 27 дворов в 150 саженях от правого берега Большой Кугульты.
Имение Хубиярова упоминается в справочнике А. И. Твалчрелидзе «Ставропольская губерния в статистическом, географическом, историческом и сельскохозяйственном отношениях» (1897): «Близ колонии [Золотарёвка] находится хутор, принадлежащий Хубиярову, во владении которого состоит 1700 дес. земли. В хуторе есть хороший сад и пруд». Согласно списку населённых мест Ставропольской губернии за 1889 год, хутор Василия Хубиярова назывался Ольгино, в нём было 11 дворов и проживало 44 души обоего пола.

### XX век

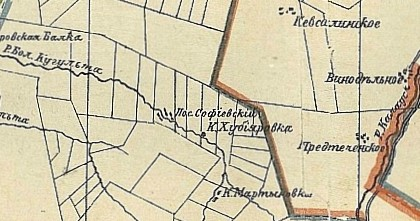
Посёлок Софиевский, колонии Хубияровка и Мартыновка на карте Ставропольской губернии 1909 года

По данным Ставропольского губернского статистического комитета за 1903 год, колония Хубияровка входила в состав Благодатненской волости Ставропольского уезда вместе с немецкими колониями Золотарёвкой (Фридрихсфельд), Иващенкова (Бетель), Мартыновкой и русскими посёлками (крестьянскими товариществами) Софиевским, Сретенским, Борисовским, Нововасильевским и Добровольным:3. В 1909 году в ней насчитывалось 35 дворов с 315 жителями, школа и 3 торговых предприятия. В каждом дворе были вырыты колодцы, в 22-х хозяйствах имелись цистерны с водой. Другими источниками водоснабжения служили родник и пруд:20—21.
В 1921 году в Хубияровке было образовано сельскохозяйственное товарищество «Универсал». Как отмечает доктор исторических наук Т. Н. Плохотнюк, в годы советской власти товарищества и артели были распространенной формой кооперации немецких хозяйств на фоне «сильнейшей тяги к кооперированию» в колониях.
13 февраля 1924 года Ставропольская губерния вошла в состав Юго-Восточной области (с 16 октября 1924 года — Северо-Кавказского края), а 2 июня того же года была преобразована в Ставропольский округ, объединивший 10 районов. Колония Хубияровка вошла в состав Золотарёвского сельсовета Виноделенского района (с 1935 года — Ипатовский район):268. Согласно спискам населённых мест Северо-Кавказского края, в 1925 году в колонии проживало 444 человека, действовала начальная школа:268—269. В 1929 году в Хубияровке образовался колхоз «12 лет Октября», который в 1935 году был объединён с колхозом имени Тельмана села Золотарёвка.
В начале Великой Отечественной войны этнические немцы были депортированы с территории СССР (в том числе с территории Северного Кавказа). В Ипатовском районе Орджоникидзевского края выселению подверглись жители села Золотарёвка, хутора Иващенский и некоторых других немецких колоний. Население Хубияровки, скорее всего, также было депортировано.
Из материалов, собранных в сводной базе данных «Жертвы политического террора в СССР» общества «Мемориал» известно о четырёх жителях села Хубияровка (П. Г. Аккермане, Т. И. Вальтере, И. К. Майере и Э. И. Ротмане), репрессированных в 1941 и 1942 годах (двое из них были направлены в крупнейший в СССР лагерь принудительного труда для трудмобилизованных российских немцев — ИТЛ Бакалстрой-Челябметаллургстрой):8.

## Население
В 1873 году в колонии Блюменталь Пелагиадской волости числилось 245 человек (123 мужчины и 122 женщины), из них все — немцы:10. К 1903 году население колонии (на тот момент она уже именовалась Хубияровкой и относилась к Благодатненской волости) уменьшилось до 163 человек:3, но к 1909 году снова выросло, составив 315 человек (165 мужчин и 150 женщин):20—21. По данным переписи 1916—1917 годов Хубияровка состояла из 35 дворов, в которых проживало 405 человек (204 мужчины и 201 женщина).
| Численность населения по годам, чел. | Численность населения по годам, чел. | Численность населения по годам, чел. | Численность населения по годам, чел. | Численность населения по годам, чел. | Численность населения по годам, чел. | Численность населения по годам, чел. |
| 1873:10                              | 1903:3                               | 1909:20                              | 1917                                 | 1920                                 | 1925                                 | 1926:258                             |
| ------------------------------------ | ------------------------------------ | ------------------------------------ | ------------------------------------ | ------------------------------------ | ------------------------------------ | ------------------------------------ |
| 245                                  | ↘163                                 | ↗315                                 | ↗405                                 | ↗519                                 | ↘444                                 | ↗501                                 |

В 1925 году в колонии Хубияровка насчитывалось 85 дворов со 444 жителями (222 мужчины и 222 женщины):268—269. Согласно «Списку населённых пунктов нацмен Ставропольского округа» в указанном году она занимала 9-е место по населению среди включённых в этот перечень 17 иностранных колоний. В 1926 году в колонии было 92 хозяйства, общее число жителей составляло 501 человек (243 мужчины и 258 женщин), из них 454 (220 мужчин и 234 женщины) — немцы. По численности населения она находилась на 3-м месте (после села Золотарёвка и хутора Николина Пристань) среди 13 населённых пунктов в составе Золотарёвского сельсовета:258.